# Battaglia di Preneste
La battaglia di Preneste del 487 a.C. si svolse tra l'esercito romano, guidato dal console Gaio Aquillio Tusco ed uno di Ernici. I Romani ebbero la meglio.

## Antefatto
Il Senato Romano inviò un'ambasceria agli Ernici, chiedendo conto delle loro scorrerie nelle campagne romane, mentre Roma era minacciata dai Volsci, condotti da Coriolano, in vigenza di un trattato di alleanza tra romani ed Ernici. Alla risposta degli Ernici, che sostenevano come il trattato fosse stato sciolto con la morte di Tarquinio il Superbo, fu dichiarata la guerra tra Romani ed Ernici.

## La battaglia
Gaio Aquillio Tusco, il console cui era stata affidata la campagna contro gli Ernici (al collega console era stata affidata quella contro i Volsci), portò l'esercito romano nel territorio di Preneste, a duecento stadi da Roma.
Per due giorni i due eserciti si fronteggiarono, prima di venire a battaglia, provocata dagli Ernici, che uscirono in formazione dai loro alloggiamenti fortificati. Lo scontro fu duro ed equilibrato; prima si fronteggiarono gli arcieri, poi i frombolieri, poi i cavalieri e quindi la fanteria. Quando il console romano, richiamò i più stanchi tra le prime file, per sostituirli con i soldati della riserva, gli Ernici interpretarono i movimenti come un cedimento della prima linea romana, e scagliarono i propri uomini con più forza, senza però ottenere alcun risultato.
Quando si arrivò verso sera, senza che le prime fila degli Ernici avesse avuto alcun cambio, il console incitò i cavalieri ad attaccare l'ala destra del nemico, che iniziò a cedere e ad abbandonare la battaglia. L'ala sinistra degli Ernici, cedette solo all'arrivo delle nuove forze romane, liberatesi dall'altro scontro, cercando scampo nel proprio accampamento.
I romani, ormai padroni del campo, inseguirono i nemici nel tentativo di prenderne anche l'accampamento, ma furono fermati dal console, e rientrarono nei propri accampamenti. Il giorno seguente i cavalieri romani riferirono che gli Ernici, nottetempo avevano abbandonato i propri accampamenti e il campo di battaglia.

## Conseguenze
Dopo aver razziato l'accampamento nemico, l'esercito romano tornò a Roma, dove ottenne una ovazione.